# Недзяловиці-Перші
Недзяловіце-Перші (пол. Niedziałowice Pierwsze) — село в Польщі, у гміні Рейовець Холмського повіту Люблінського воєводства. Населення — 223 особи (2011).

## Історія
За даними етнографічної експедиції 1869—1870 років під керівництвом Павла Чубинського, у селі здебільшого проживали греко-католики, які розмовляли українською мовою.
У 1975—1998 роках село належало до Холмського воєводства.

## Демографія
Демографічна структура станом на 31 березня 2011 року:
|          | Загалом | Допрацездатний вік | Працездатний вік | Постпрацездатний вік |
| -------- | ------- | ------------------ | ---------------- | -------------------- |
| Чоловіки | 114     | 21                 | 76               | 17                   |
| Жінки    | 109     | 14                 | 51               | 44                   |
| Разом    | 223     | 35                 | 127              | 61                   |